# Dezindustrializarea României
Dezindustrializarea României reprezintă un proces de pierdere în special a industriei grele din România care are loc începând cu 1990 până în prezent. După ce perioada comunistă a fost marcată de o industrializare forțată a economiei românești, după căderea regimului comunist, în contextul tranziției de la o economie centralizată de tip socialist la o economie de piață.
Numai în siderurgie, conform ministrului economiei Varujan Vosganian, în perioada 2008–2012 au fost închise o treime din capacitățile de producție, iar numărul angajaților a scăzut tot cu o treime (ceea ce reprezintă 10.000 de concedieri).

## Vezi și
- Industria României
- Integrarea României în Uniunea Europeană
- Jaful economic în România
- Privatizare

## Legături externe
- Guvernul va închide până la sfârșitul anului peste 700 kilometri linii de cale ferată, 14 noiembrie 2013, D. D., Antena 3
- În premieră: Ne-au topit metalurgia și au lăsat în urma lor ruine și orașe în faliment, 8 decembrie 2013, A. M. P, Antena 3
- „Dai în mine, dai în tine, dai în fabrici și uzine!“ Povestea unui dezastru: prăbușirea economiei României comuniste. Cum s-a ales praful de mândria lui Ceaușescu - industria patriei - Meta-Articol, 22 martie 2013, Corespondenți „Adevărul”, Adevărul
- Cum și-a distrus România industria. Lecție de afaceri de la străini în țara noastră: Hunedoara, condusă de canadieni și indieni Meta-Articol, 25 iunie 2013, Corespondenți „Adevărul”, Adevărul - Adevărul, 21 iunie 2013
- FOTO Cum s-a prăbușit economia României: lista vinovaților pentru dispariția fabricilor, uzinelor și a milioane de locuri de muncă - Meta-Articol, 29 aprilie 2014, Corespondenți „adevărul”, Adevărul